# Thomas Fearnley
 Der er flere personer med dette navn, se Thomas Fearnley (flertydig). (Se også artikler, som begynder med Thomas Fearnley)
Thomas Fearnley (født 27. december 1802 på Frederikshald, død 16. januar 1842 i München) var en norsk landskabsmaler, bror til Carl Frederik Fearnley, far til Thomas Nicolay Fearnley.
Fearnley var af engelsk æt; hans bedstefader indvandrede i midten af 18. århundrede fra England og blev gift med en dame af den bekendte Colbjørnsenske slægt. Fem år gammel blev Fearnley sendt til Kristiania og fik her sin skoleuddannelse på Krigsskolen, som dengang også modtog elever, der ikke var bestemte for krigerstanden. Efter endt skolegang blev han sat i isenkramhandel; men hans livlige natur bragte ham snart til at forlade denne. Hans lyst og evne for tegning, næret og udviklet ved undervisningen på Krigsskolen, førte ham ind på kunstnerbanen.
1819 var der oprettet en Kunst- og Tegneskole i Kristiania, og Fearnley blev en af dens første elever og forlod den efter to års forløb med dens præmier (udsat af statholderen Sandels). 19 år gammel kom han ind på Kunstakademiet i København (1821). Opholdet her blev dog ikke af nogen længere varighed. Den daværende norske kronprins fik under et besøg i København 1822 interesse for Fearnleys begavelse og bestilte et større billede af ham (Prospekt af Kjøbenhavn).
Dette blev foranledningen til, at Fearnley rejste til Stockholm, hvor han studerede ved Akademiet, navnlig under Fahlcrantz (1823-27). Fra Sverige foretog han dog oftere (1824 og 1826) studierejser i Norge 1828 rejste han til Dresden, hvor han arbejdede under Dahls vejledning i 1 1/2 år. 1830 drog han til München. Under sit 2-årige ophold her erhvervede han sig talrige og formående beundrere, og her udfoldede hans begavelse sig stedse rigere og mægtigere. Flere af hans bedste malerier er fra denne periode. Foruden flere landskaber med motiver fra Bayern kan nævnes: Landskab fra Tins præstegæld, købt af fyrsten af Turn und Taxis, det store billede af Justedalsbræen i Lord Pembrokes galleri.
1832 rejste han til Rom. Også Italiens lyse natur fandt i Fearnleys kunst en begejstret fortolker, og en mængde skitser og billeder var frugten af hans italienske ophold. 1835 drog han, efter et besøg på Sicilien, gennem Norditalien til Schweiz. Den mægtige natur inspirerede ham her til et af hans betydeligste værker: Grindelwald-gletscheren (et eksemplar i Kunstmuseet, Kristiania).
Fra Schweiz fortsatte han rejsen til Paris, hvor han med sit ejendommelige naturel imidlertid ikke synes at have befundet sig i sit es.
Over Belgien og Holland rejste han derpå videre til London.
I England, hvorhen hans billeder allerede tidligere havde fundet vej og påskønnelse, forblev han i 1 1/2 år. 1838 vendte han gennem Tyskland tilbage til Norge, hvor hans friske personlighed og ivrige interesse bragte liv i de hjemlige kunstforhold. Allerede 1836 havde han udarbejdet et forslag til oprettelse af et Nationalgalleri i Kristiania; dette blev nu oprettet med fast statstilskud det følgende år. 1840 giftede han sig og forlod samme år Norge og drog til Holland; det egentlige mål var imidlertid at slå sig ned for fremtiden i München. Hertil kom han også i slutningen af 1841, men allerede i begyndelsen af 1842 bukkede han under for en heftig nervefeber.
Fearnleys kunst bærer i mangt og meget præg af de forskelligartede indflydelser, som hans omflakkende rejseliv bragte ham i kontakt med. Med sin ven og lærer, professor Dahl, deler han en varm kærlighed til naturen, som vel også har fået næring ved samværet med hamburgeren Christian Morgenstern i München. Men samtidig bragte München-opholdet ham i forbindelse med den mere akademiske og repræsentative landskabsstil, som trivedes ved kong Ludvigs hof; det er påvirkningen herfra, som har givet hans kunst det storladne præg i kompositionen, men kanske også en vis kølighed i det maleriske foredrag.
Stærkest kommer dette frem i hans hovedværk Labrofossen (1837, Kunstmuseet i Kristiania), et værk, der også er præget af den storladne romantiske patos, som gør sig gældende i mange af hans større billeder. I sine studier, særlig fra Italien-opholdet, er han langt friskere og mere umiddelbar; adskillige af disse findes i Kunstmuseet i Kristiania. Kristiaia Kunstforening afholdt 1903 en mindeudstilling af hans arbejder i anledning af 100-årsdagen for hans fødsel.